# Article 2 de la Constitution tunisienne de 1959
Article premier Article 3
L'article 2 de la Constitution tunisienne de 1959 est le deuxième des 78 articles de la Constitution tunisienne adoptée le 1er juin 1959 et le deuxième article des dix-sept articles du chapitre intitulé « Dispositions générales », qui décrit les dispositions relatives aux principes de base de l'État tunisien et des droits et devoirs du citoyen.
L'article est modifié à plusieurs reprises : par la loi constitutionnelle n°76-37 du 8 avril 1976, qui rajoute un alinéa à la phrase originale, et par la loi constitutionnelle n°81-47 du 9 juin 1981, qui rebaptise dans l'ensemble de la constitution l'appellation « Assemblée nationale » initiale par « Chambre des députés ».

## Texte
Version modifiée par les lois constitutionnelles n°76-37 et n°81-47

« La République tunisienne constitue une partie du Grand Maghreb Arabe, à l'unité duquel elle œuvre dans le cadre de l'intérêt commun.
Les traités conclus à cet effet et qui seraient de nature à entraîner une modification quelconque de la présente constitution seront soumis par le Président de la République à un référendum après leur adoption par la Chambre des députés, dans les formes et conditions prévues par la constitution. »

Version initiale de 1959

« La République tunisienne constitue une partie du Grand Maghreb Arabe, à l'unité duquel elle œuvre dans le cadre de l'intérêt commun. »